# Хейз, Джоанна
Джоанна Хейз — американская легкоатлетка, которая специализировалась в барьерном беге. Победительница олимпийских игр 2004 года на дистанции 100 метров с барьерами с олимпийским рекордом — 12,37. Серебряная призёрка Универсиады 1999 года победительница Панамериканских игр 2003 года на дистанции 400 метров с барьерами. Заняла 4-е место на чемпионате мира 2004 года в беге на 60 метров с барьерами. Победительница Всемирного легкоатлетического финала 2004 года.

## Достижения
Золотая лига
- 2004:  ISTAF — 12,46
- 2005:  Meeting Gaz de France — 12,60
- 2005:  Weltklasse Zürich — 12,79
- 2008:  Meeting Gaz de France — 12,76